# 源俊明
源 俊明（みなもと の としあき）は、平安時代中期から後期にかけての公卿・歌人。醍醐源氏高明流、権大納言・源隆国の三男。官位は正二位・大納言。
祖父・源俊賢以来、3代続けて大納言の顕官に至った。『古事談』などに能吏としての逸話を残す一方、『続後撰和歌集』『続拾遺和歌集』等の勅撰和歌集に和歌が入集している。

## 人柄と逸話
父・隆国は藤原頼通の側近として東宮時代の後三条天皇に甚だ無礼であった。そのため、即位後の後三条天皇は隆国の子息達を罪科に当てようと考えていた。しかし、長男・隆俊や次男・隆綱は共にその才能を愛され、天皇の近習として重用された。そこで天皇は三男の俊明にこそ鬱憤を晴らそうとしたが、内裏の火災の際の豪気な行動を高く買われ、その才能を愛でてかえって昇進させたという。
また、藤原師基との関係も注目される。師基の最初の妻（隆国の従弟である源定良の娘）は白河天皇の乳母であったが後三条天皇が即位する前に亡くなっている。その後、師基は隆国の三女を娶ったうえで前妻の娘（つまり白河天皇の乳母子）を俊明に嫁がせている。師基の娘が長男の能俊を生んでいることを考えると、この婚姻は後三条天皇の在位中には行われており、俊明は妻を通じて後三条ー白河天皇とつながっていたことになる。
後三条天皇崩御後も、引き続きその息子の白河天皇の近習として重用され、退位後の院別当としても厚く信頼され、また剛直な人柄は廟堂に重きをなした。白河院政下、愛憎の別が激しく身分秩序を無視して気ままの叙位除目を行った上皇をたびたび諌めた。特に名高い逸話として以下のようなものがある。
嘉承2年（1107年）、5歳の鳥羽天皇が即位した際、天皇の外伯父・藤原公実が自ら摂政就任を主張し、公実と従兄弟にあたる白河院は悩んだ。だが、俊明は頼通・師実が摂関として廟堂に尽くすところ大きく、その嫡流である忠実を抑えて、公季以後、5代傍流であり続けた公実を摂関に就かせるのは不当であると言い切り、白河院を思い直らせたという。
以後、天皇との外戚関係の有無にかかわらず御堂流の正嫡が摂関を継承する制度が確立した。これにより摂関家嫡流が危機から救われた一方、外戚と摂関の分離が常態となることで摂関政治の再興は難しくなった。

## 系譜
- 父：源隆国
- 母：源経頼の娘
- 妻：藤原師基の娘
  - 男子：源能俊（1070-1134）
- 生母不明の子女
  - 男子：源実明
  - 男子：源能明
  - 男子：源明賢
  - 男子：源憲明
  - 男子：俊源
  - 男子：増俊
  - 男子：隆絮（または隆蕠[3]）
  - 男子：静観（または静灌[4]）
  - 女子：藤原忠教継室
- 養子
  - 男子：源国明（1064-1105） - 藤原師基と源定良の娘との間の子